# Муниципальный округ № 15
Муниципа́льный о́круг № 15 — муниципальный округ в составе Выборгского района Санкт-Петербурга.
Администрация округа находится по адресу: улица Руднева, 4.

## География
Округ ограничен проспектом Культуры, проспектом Луначарского, проспектом Художников, Домостроительной улицей. Часть района к югу от Парнасской железнодорожной линии (от Придорожной аллеи) — жилая, севернее — промышленная зона.

## Транспорт
В округе нет станций метрополитена. Трамвайные линии проходят по проспекту Просвещения (маршруты 58 и 100) и по проспекту Культуры (маршруты 9, 20, 58, 61). Троллейбусная линия проходит по проспекту Просвещения и проспекту Художников (маршруты 4 и 21). Ряд автобусных маршрутов проходит по границам района, по проспекту Просвещения, по улице Руднева и Придорожной аллее.

## Население
| 2002    | 2010    | 2012    | 2013    | 2014    | 2015    | 2016    | 2017    | 2018    |
| ------- | ------- | ------- | ------- | ------- | ------- | ------- | ------- | ------- |
| 64 320  | ↘63 793 | ↗64 212 | ↗65 003 | ↗65 569 | ↗66 003 | ↗66 445 | ↗66 488 | ↘66 130 |
| 2019    | 2020    | 2021    | 2023    | 2024    | 2025    |         |         |         |
| ↗66 151 | ↘65 336 | ↘61 538 | ↘61 391 | ↘60 902 | ↗61 428 |         |         |         |